# Villa Farnèse
Pour les articles homonymes, voir Palais Farnèse (homonymie).
Ne doit pas être confondu avec Villa Farnesina.
La villa Farnèse, ou, plus précisément le palais Farnèse de Caprarola, est considérée comme l'un des meilleurs exemples de villa « Renaissance. »  
Elle a été construite pour la famille romaine des Farnèse à Caprarola, dans la province de Viterbe dans le nord du Latium, à environ 50 kilomètres au nord-ouest de Rome.
Elle appartient aujourd'hui à l'État italien et est gérée par le pôle muséal du Latium.
La villa Farnese est située juste au-dessus de la ville de Caprarola et domine ses environs.
C'est une construction pentagonale massive de la Renaissance et du maniérisme qui s'ouvre sur les monts Cimins, une chaîne de collines volcaniques densément boisées. Elle est construite sur un plan à cinq côtés en roche couleur or rougeâtre ; des contreforts soutiennent les étages supérieurs.
En tant que pièce maîtresse des vastes exploitations des Farnèse, Caprarola a toujours été une expression de la puissance de la maison Farnèse, plutôt qu'une villa au sens  plus habituel d'agricole ou de plaisir.
Il ne faut pas la confondre avec le palais Farnèse ou la villa Farnesina, tous deux situés à Rome.

## Histoire

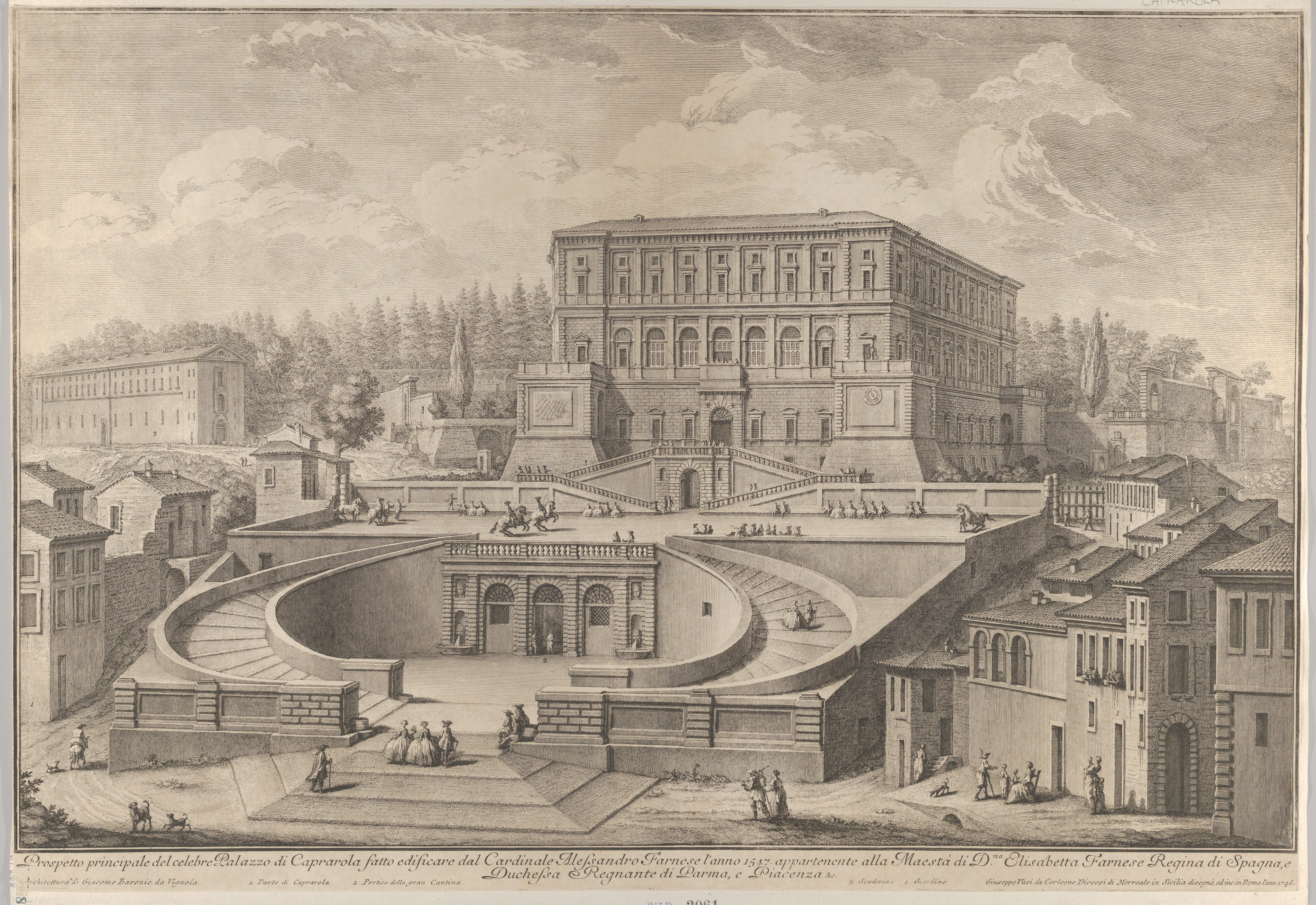
Giuseppe Vasi, v. 1746–1748, Projet pour le palais de Caprarola.

Le palais est l'une des nombreuses demeures seigneuriales construites par les Farnèse sur leurs propres domaines.
Le projet initial est celui d'une forteresse défensive, confié dans un premier temps, par le premier cardinal Alexandre Farnèse, à Antonio da Sangallo le Jeune et à Baldassarre Peruzzi, assistés de Sebastiano Serlio, projet qui est ensuite repris par Vignole.
En 1504, le cardinal Alexandre Farnèse, futur pape Paul III, acquiert le domaine de Caprarola. Il fait réaliser des projets de château fort ou de rocca par les architectes Antonio da Sangallo le Jeune et Baldassare Peruzzi.
Les dessins de plans de Peruzzi qui nous sont parvenus, montrent un ensemble pentagonal avec chaque face du pentagone inclinée vers l'intérieur et vers son centre pour permettre le tir de ratissage, à la fois du centre et des bastions en saillie qui avancent à chaque angle de la forteresse.
Le plan de Peruzzi montre également une cour pentagonale centrale et il est probable que le développement ultérieur de la cour centrale circulaire a également été déterminé par les nécessités du plan pentagonal.
Les fondations pentagonales de la forteresse, construites probablement entre 1515 et 1530, devinrent la base sur laquelle repose la villa actuelle : ainsi la forme générale de la villa a été prédéterminée par les fondations initiales de la rocca.
En 1556, Alexandre Farnèse le jeune (petit-fils de Paul III), connu pour promouvoir les intérêts de sa famille, est un homme de lettres courtois ; mais, la famille Farnèse dans son ensemble est devenue impopulaire auprès du pape suivant, Jules III, et, en conséquence, Alexandre Farnèse décide qu'il serait préférable de se retirer du Vatican pendant un certain temps.
Il choisit Caprarola, sur l'exploitation familiale de Ronciglione, à la fois proche et pourtant assez loin de Rome, comme le lieu idéal pour construire une maison de campagne.
Il projette de transformer cet édifice, construit en partie fortifié, en villa ou maison de campagne : le bâtiment devient semblable dans sa fonction aux villas de la récente aristocratie terrienne anglaise cherchant à dissimuler la nouveauté de sa richesse et de son pouvoir.
Le cardinal modifie le projet initial, en maintenant cependant le plan pentagonal, et commande à Giacomo Barozzi da Vignola son architecte, les travaux de construction qui commencent en 1559. Lorsque celui-ci reprend le chantier, la construction ne dépasse pas les fondations et le sous-sol.
Le pentagone fortifié est transformé en un imposant palais qui devient ensuite la résidence estivale des frères Farnèse, le duc, gendre de Charles Quint, et le cardinal, et de leurs cours.
Vignole travaille sur la villa à Caprarola jusqu'à sa mort en 1573.

## Description

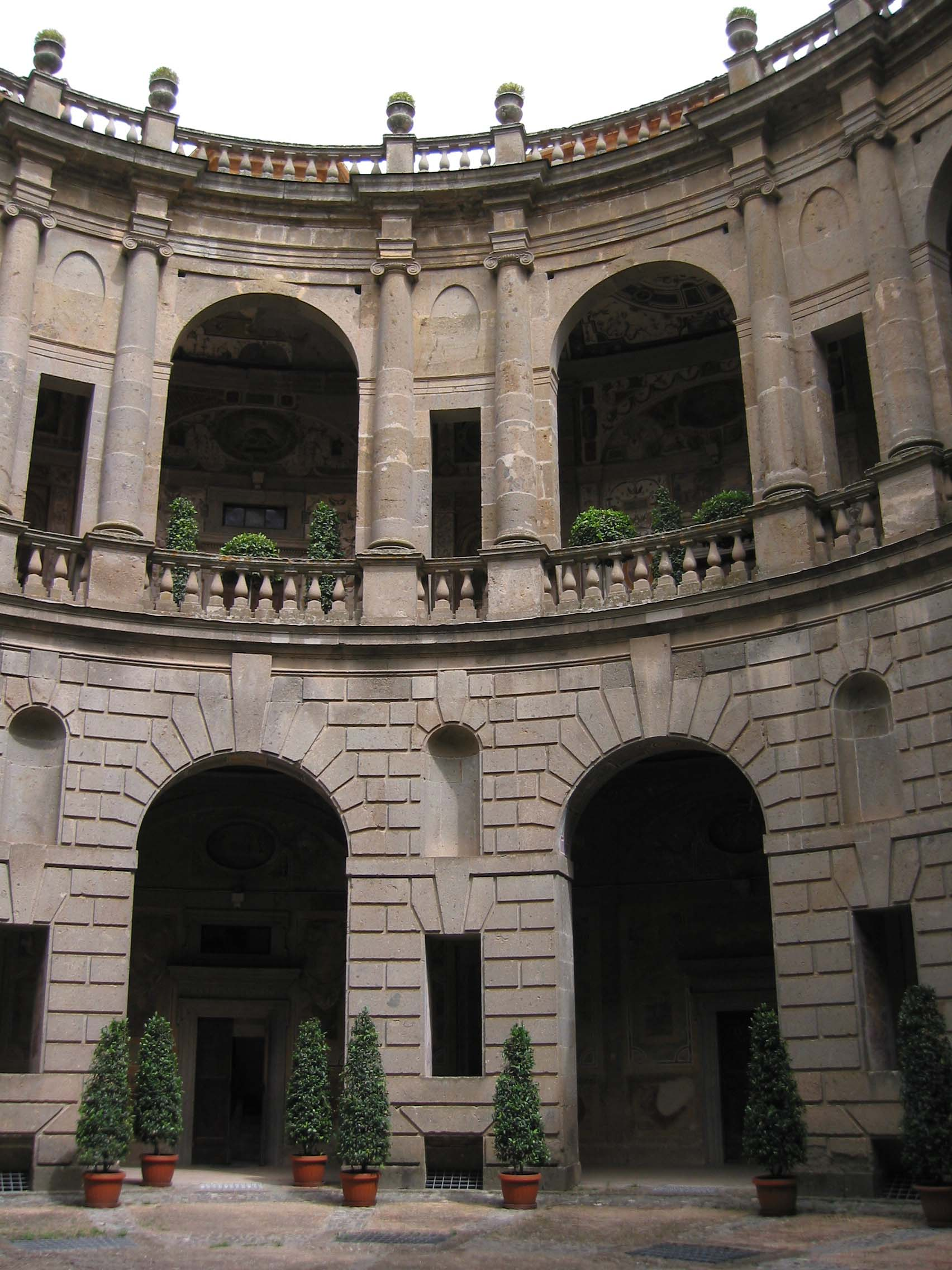
Cour intérieure.

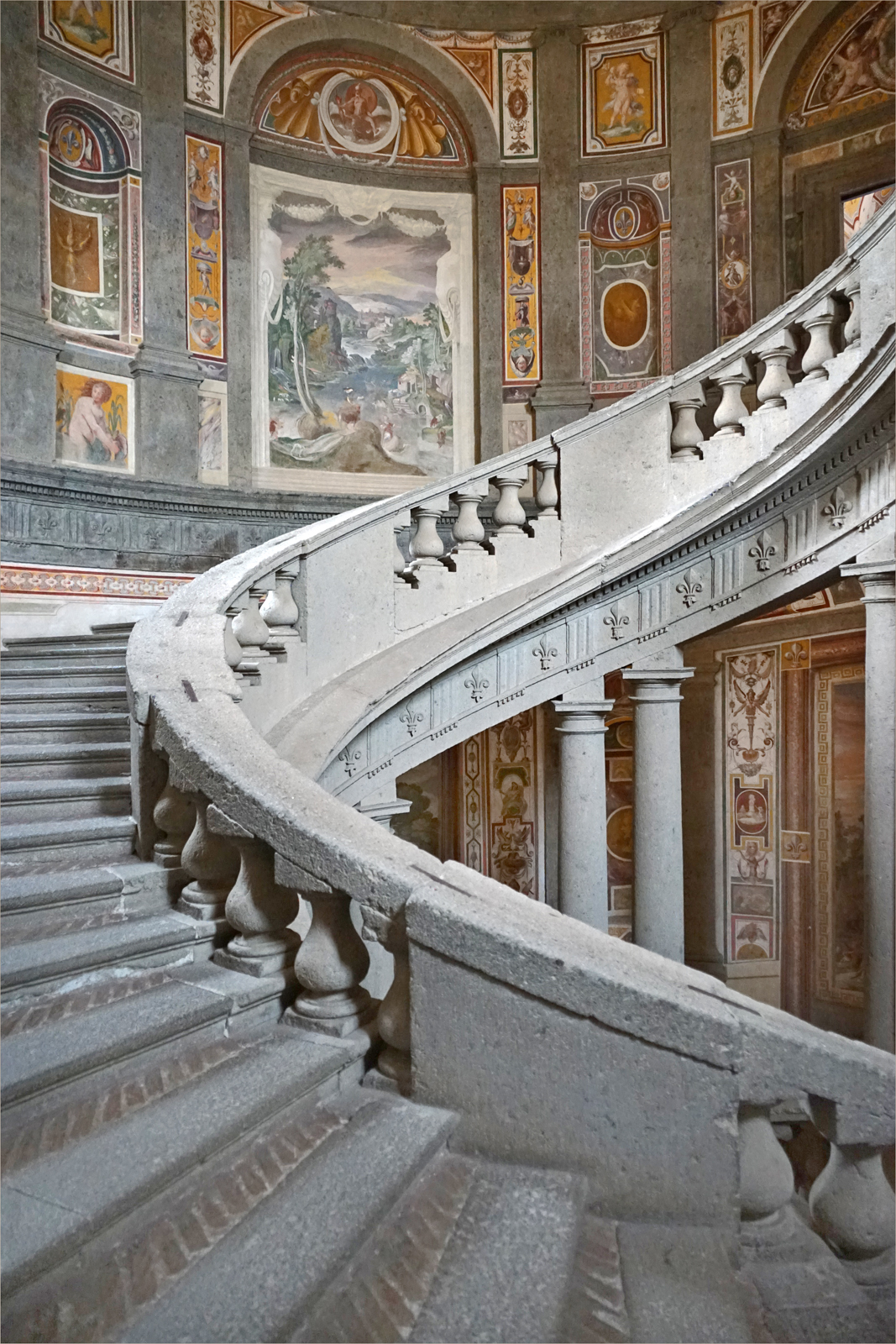
L'escalier royal.

La villa, qui domine les environs, est l'un des plus beaux exemples de l'architecture de la Renaissance. L'ornement est utilisé avec parcimonie pour obtenir proportion et harmonie.
Ce style particulier, connu aujourd'hui sous le nom de maniérisme, est une réaction aux dessins chargés de la Haute Renaissance datant de vingt ans plus tôt.
Vignole, l'architecte choisi pour ce site difficile et inhospitalier, a récemment fait ses preuves en concevant la villa Giulia à la périphérie de Rome pour le pape précédent, Jules III.
Dans sa jeunesse, il a été fortement influencé par Michel-Ange.
Pour la villa de Caprarola, ses plans sont constitués d'un pentagone construit autour d'une cour circulaire avec des arcades en haut et en bas et une voûte en berceau très peu marquée pour l'arcade du bas.
Dans la galerie, des colonnes ioniques jumelées flanquent des niches contenant des bustes des empereurs romains, au-dessus d'une arcade rustique, réinterprétation du plan de Bramante pour la « maison de Raphaël », dans le Borgo à Rome. Un autre détail « bramantique » est l'entablement qui se brise au-dessus des colonnes, les reliant par le dessus, alors qu'elles se tiennent sur des bases séparées.
La loggia intérieure formée par l'arcade est ornée de fresques  grotesques raphaéliques, à la manière des loges du Vatican.
La galerie et les étages supérieurs sont accessibles par cinq escaliers en colimaçon disposés autour de la cour : la Scala Regia (« l'escalier royal ») est le plus important d'entre eux, escalier monumental qui relie les principaux étages en une gracieuse spirale de marches soutenue par des paires de colonnes ioniques  s'élevant sur trois étages et ornées de fresques d'Antonio Tempesta.
Cet escalier s'inspire de celui de Donato Bramante au palais du Belvédère du Vatican.
Vignole prend soin d'éviter tous les procédés maniéristes évidents comme ceux du Palais du Te.
Il tente de revenir à la sobriété et à l'ordonnance de Bramante, de fuir la confusion visuelle et la richesse ornementale de Michel-Ange.
Ses détails sont lisses, ses bossages peu marqués, ses arcs simples, l'ordre reste délibérément dorique et ionique tout au long.
Il réussit ainsi à faire de Bramante un autre modèle classique, au même titre que ceux de l'Antiquité.

### Accès et entrée
Au lieu des bastions d'angle, l'architecte insère de vastes terrasses ouvertes sur la campagne environnante et coupe la colline avec des perrons de façon à isoler le palais et en même temps, à l'insérer harmonieusement avec le territoire environnant, en ouvrant une route rectiligne vers le centre du village situé en dessous, de façon à relier par cette perspective le palais à la ville, en le faisant devenir le centre dominant.
L'accès à la villa Farnèse va de la rue principale de la ville, centrée sur la villa, à une place à partir de laquelle des escaliers montent vers une série de terrasses, en partant du sous-sol creusé dans le tuf, entouré de marches incurvées et raides menant à la terrasse au dessus.
Ce sous-sol dans les fondations, qui est utilisé comme entrée pour les voitures par mauvais temps, comporte une colonne centrale massive avec une série de contreforts et de murs de soutènement ; à l'extérieur, de grandes portes grillagées percées dans les murs à bossage, semblent mener aux salles des gardes d'une forteresse, tandis qu'au-dessus d'elles un double escalier extérieur incurvé à balustres mène à la terrasse supérieure.
De celle-ci, à son tour, un double escalier mène à l'entrée principale, à l'étage Piano dei Prelati, accessible depuis la large terrasse.
Cet étage en forme de bastion, qui apparaît dans l'élévation comme un deuxième rez-de-chaussée, est de style bugnato ; la porte principale est une arche sévère flanquée de trois fenêtres de chaque côté.
La façade à ce niveau se termine par des saillies d'angle massives et solides.
Au-dessus se trouve l'étage noble à double hauteur, où cinq immenses fenêtres cintrées dominent de manière incongrue la façade au-dessus de la porte d'entrée.
Au-dessus se trouvent deux étages supplémentaires pour loger les gentilshommes avec les domestiques au-dessus d'eux. Les nombreuses fenêtres sont séparées à l'extérieur par des pilastres de style bugnato en pierre de taille.

### Intérieur

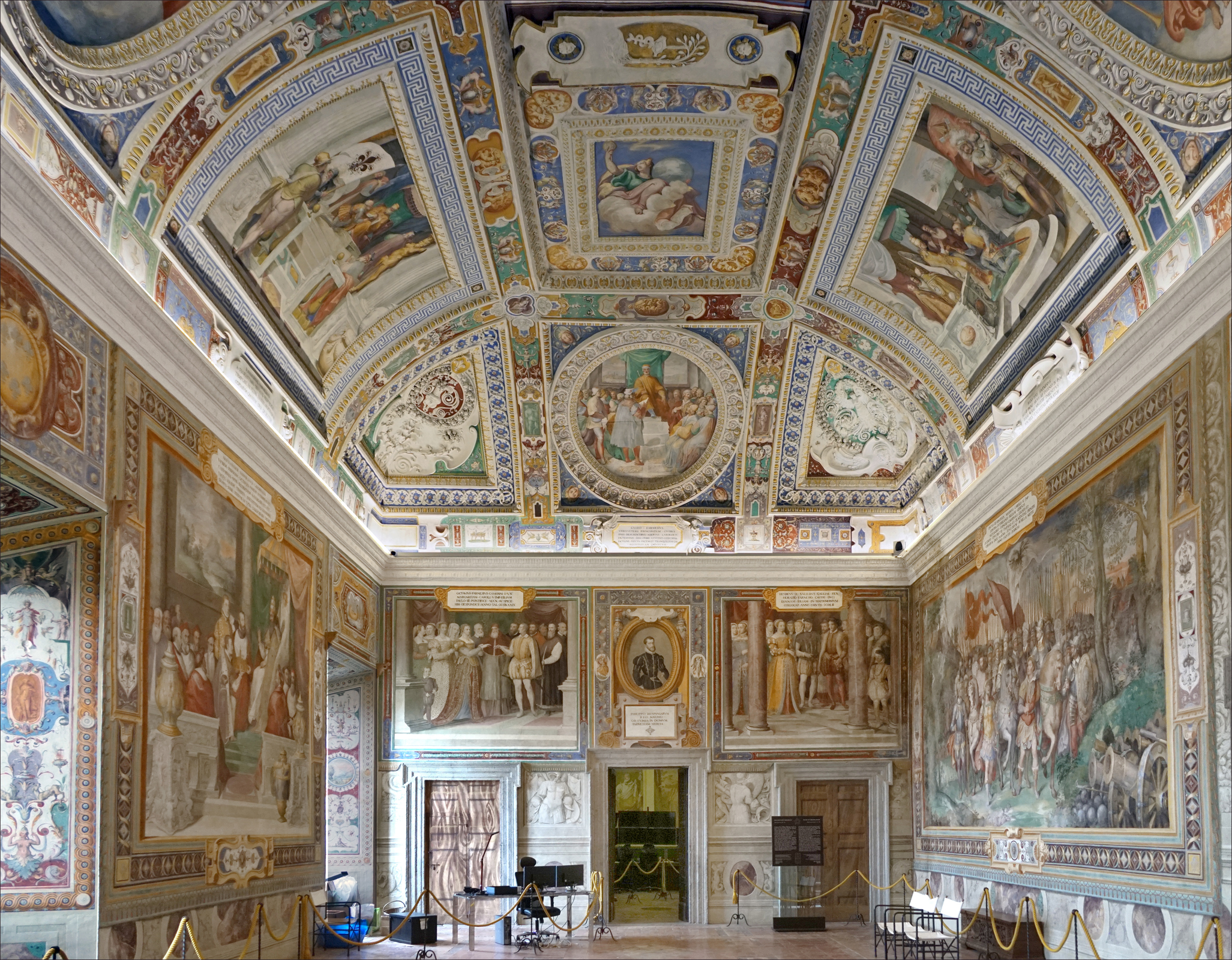
Salle des Fastes Farnèse.

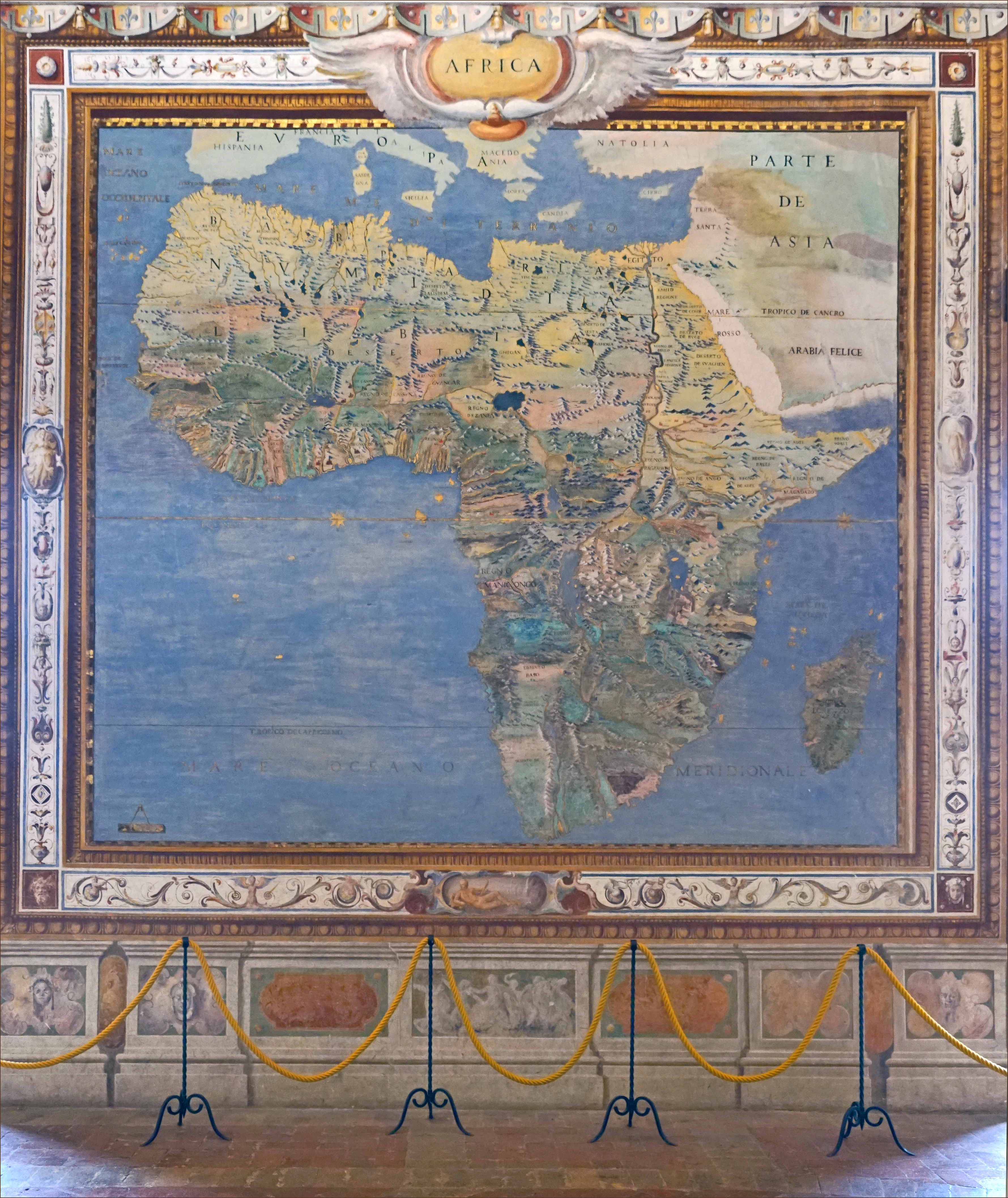
L'Afrique dans la salle de la Mappemonde.

Les pièces intérieures de la villa sont réparties sur cinq étages, chaque étage ayant une fonction particulière.
Les pièces principales sont situées au premier étage ou piano nobile (étage noble) où une grande loggia centrale (maintenant vitrée) domine la ville, sa rue principale et la campagne environnante.
Cette salle est connue comme la Salle d'Hercule en raison de ses fresques et était utilisée comme salle à manger d'été.
Une fontaine en forme de grotte avec une sculpture à une extrémité y est installée.
De chaque côté de la loggia se trouvent deux salles circulaires : l'une est la chapelle, l'autre accueille l'escalier principal (Scala Regia).
Les deux grands appartements au premier étage ont un plan symétrique et complètent l'enceinte de la cour.
Chacun est composé d'une série de cinq pièces avec des salles d'apparat, qui commencent par la grande salle de réception, la plus proche de l'entrée, et se dirigent, avec une intimité croissante et une taille réduite, vers une chambre, une garde-robe et un studiolo à l'extrémité nord.
Cette suite ordonnée est standardisée au XVIIe siècle dans les appartements baroques.
Les différentes orientations de ces deux appartements permettent une différenciation saisonnière : l'est, ou l'appartement d'été est associé à la vie active, et l'ouest, où l'appartement d'hiver est associé à la vie contemplative.
L'équilibre symétrique scrupuleux des deux appartements est transposé dans leur parterre associé, chacun pouvant être atteint par un pont à travers les douves.
Les suites sont célèbres pour leurs fresques maniéristes : 
Le programme iconographique des fresques exprimant la gloire des Farnèse a été élaboré par les humanistes de la cour de Farnèse, notamment son secrétaire, Annibal Caro.
Les cycles de fresques dépeignent les exploits d'Alexandre le Grand, et bien sûr des Farnèse eux-mêmes : dans la Sala dei Fasti Farnesiani (la « Salle des Fastes Farnèse »), décorée par les frères Taddeo et Federico Zuccari, ils sont représentés à tous leurs moments les plus glorieux, dans la carrière des armes, ou dans des situations où ils ont pu mériter d'autres gloires, du sol au plafond à caissons.
D'autres artistes participent à la décoration des fresques : Giacomo Zanguidi (il Bertoia), Raffaellino da Reggio, Antonio Tempesta, Giacomo Del Duca et Giovanni De Vecchi.
Les peintres flamands Joos van Winghe et Bartholomeus Spranger ont aidé le Bertoja en décorant des pièces qu'il avait été chargé de terminer.
Parmi les salles décorées de fresques de la suite d'hiver contemplative, le décor de la célèbre « Salle de la carte du monde » ou Sala del Mappamondo, est dû à Giovanni Antonio da Varese, dit le Venosino, montrant l'ensemble du Monde connu en 1574 lorsque les fresques ont été achevées.
Au-dessus, la voûte ornée de fresques représente les sphères célestes et les constellations du zodiaque.

### Jardins

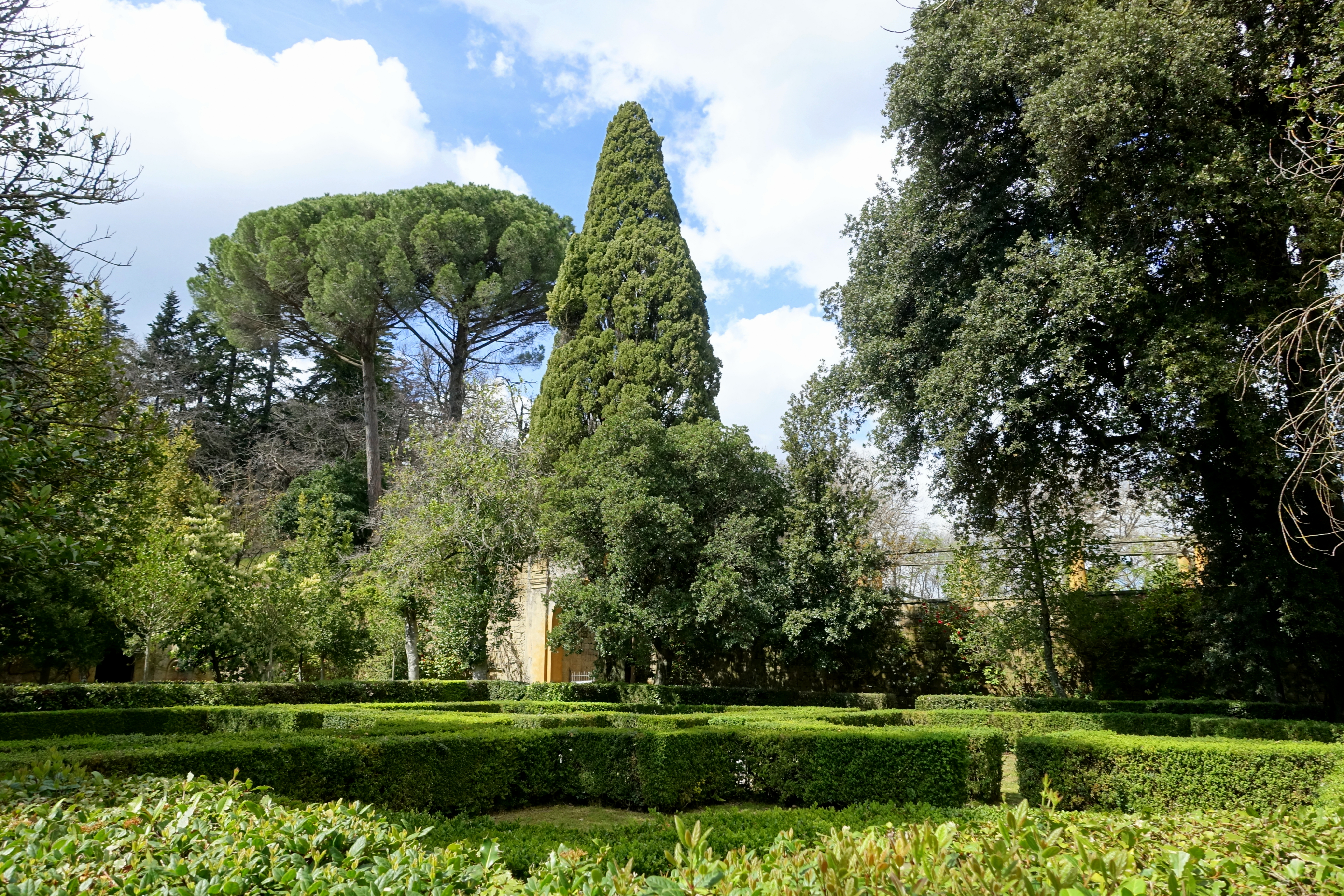
Les jardins.

Les jardins de la villa sont aussi impressionnants que le bâtiment lui-même, exemple significatif des jardins de la Renaissance italienne tardive, réalisés à travers un système de terrasses accolées aux murs même de la villa, dans le sol d'où émerge la construction.
Le thème de la forteresse de la villa est porté par un fossé environnant et trois pont-levis.
Deux façades de la disposition pentagonale font face aux deux jardins creusés dans la colline ; chaque jardin est accessible à travers les douves par un pont-levis des appartements situés à l'étage noble et chacun est constitué d'un parterre topiaire de buis avec des fontaines.
Un théâtre ressemblant à une grotte y était autrefois installé. Une promenade à travers les bois de châtaigniers, mène au giardino segreto, ou « jardin secret », avec son pavillon.
Ils portent le même nom que les Jardins Farnèse de la famille sur le mont Palatin à Rome.
Les travaux pour le jardin, commencés en 1565 par Giacomo de la Duca, en utilisant pour les terrasses la terre de déblai des fondations de  l'église du Gesù à Rome, sont achevés en 1630, sous la direction de Girolamo Rainaldi.

### Le pavillon

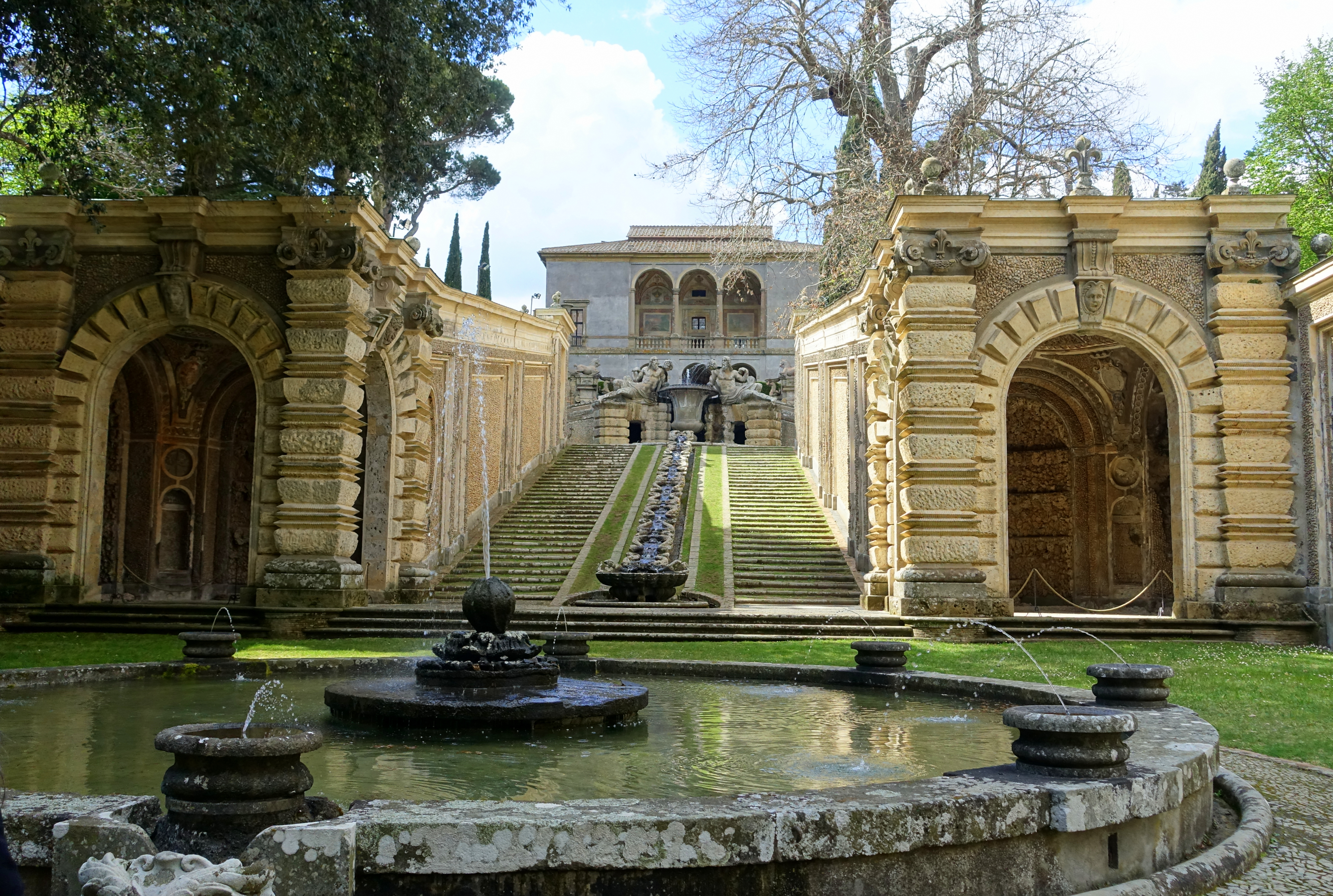
Le pavillon avec les escaliers, la catena d'acqua et la fontaine.

Le pavillon, une petite maison d'été habitable avec deux loggias pour les repas en plein air, a probablement été construit sur des plans de Giacomo del Duca, des modifications ultérieures ont été apportées par l'architecte Girolamo Rainaldi.
Le casino est accessible par des escaliers construits entre des murs de grotte de style bugnato, avec  une chute d'eau un « escalier d'eau » ou  catena d'acqua, qui coule vers un bassin en pierre.
Au sommet des marches et dans un espace ovale, se trouvent de grandes statues de deux dieux de la rivière inclinés de chaque côté d'une grande fontaine à vase central.
Des escaliers encastrés dans les murs mènent à la terrasse avec parterres devant la façade sud du pavillon. Cette partie de la terrasse est bordée de cyprès.
Au nord du pavillon se trouve un jardin privé légèrement en pente où poussent des roses.

## Postérité
Alexandre Farnèse meurt en 1589 en léguant ses domaines à des parents, les ducs Farnèse de Parme et Plaisance.
La fabuleuse collection du cardinal est finalement transférée à Charles III d'Espagne à Naples.
Au XIXe siècle, la villa devient pendant un certain temps la résidence de l'héritier du trône de l'Italie nouvellement unie.
Des éléments des jardins Renaissance de la villa ont influencé de nombreux paysagistes des XIXe et XXe siècles, tels que Beatrix Farrand, AE Hanson et Florence Yoch.
Des jardins des années 1920 ont une catena d'acqua, comme le Harold Lloyd Estate à Beverly Hills et « Las Tejas » à Montecito, en Californie, ce dernier ayant également un pavillon en hommage direct à l'original de la villa Farnèse.
Le président Luigi Einaudi, qui appréciait la quiétude et la beauté de l'édifice, l'utilisa comme résidence estivale tout au long de son septennat entre 1948 et 1955.
La villa principale vide, propriété de l'Etat, est ouverte au public.

## Notoriété

### Le palais vu par les peintres

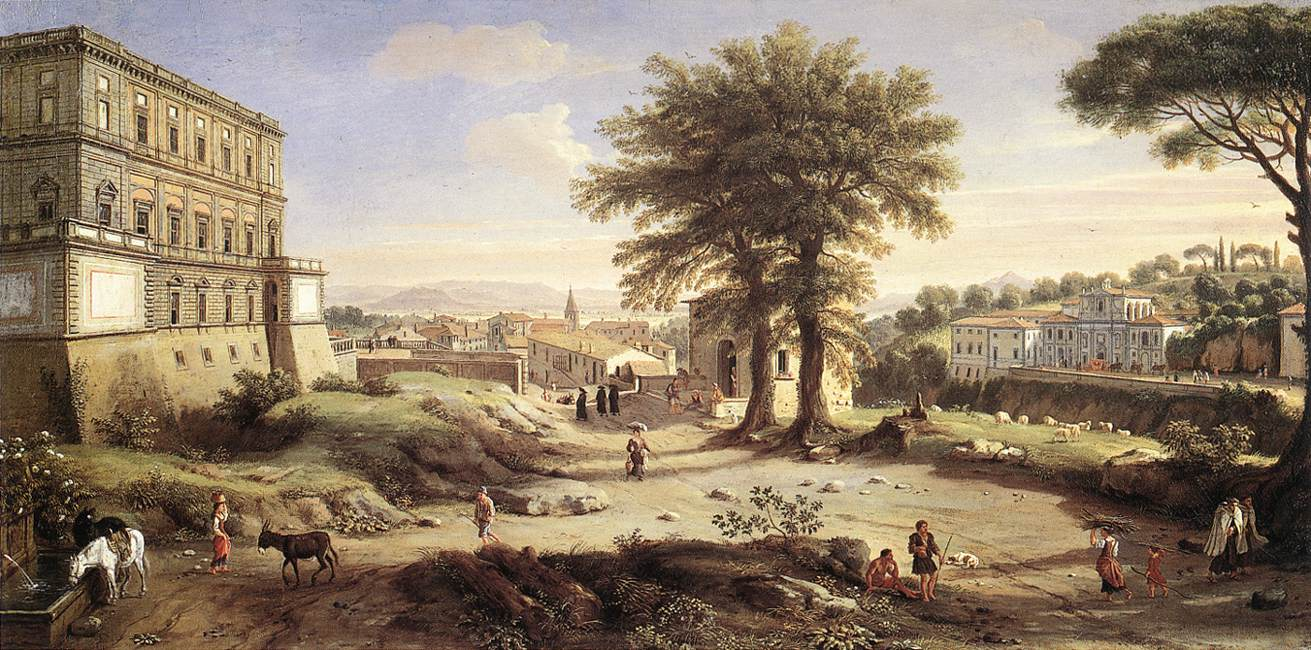
Vue extérieure par Caspar van Wittel.
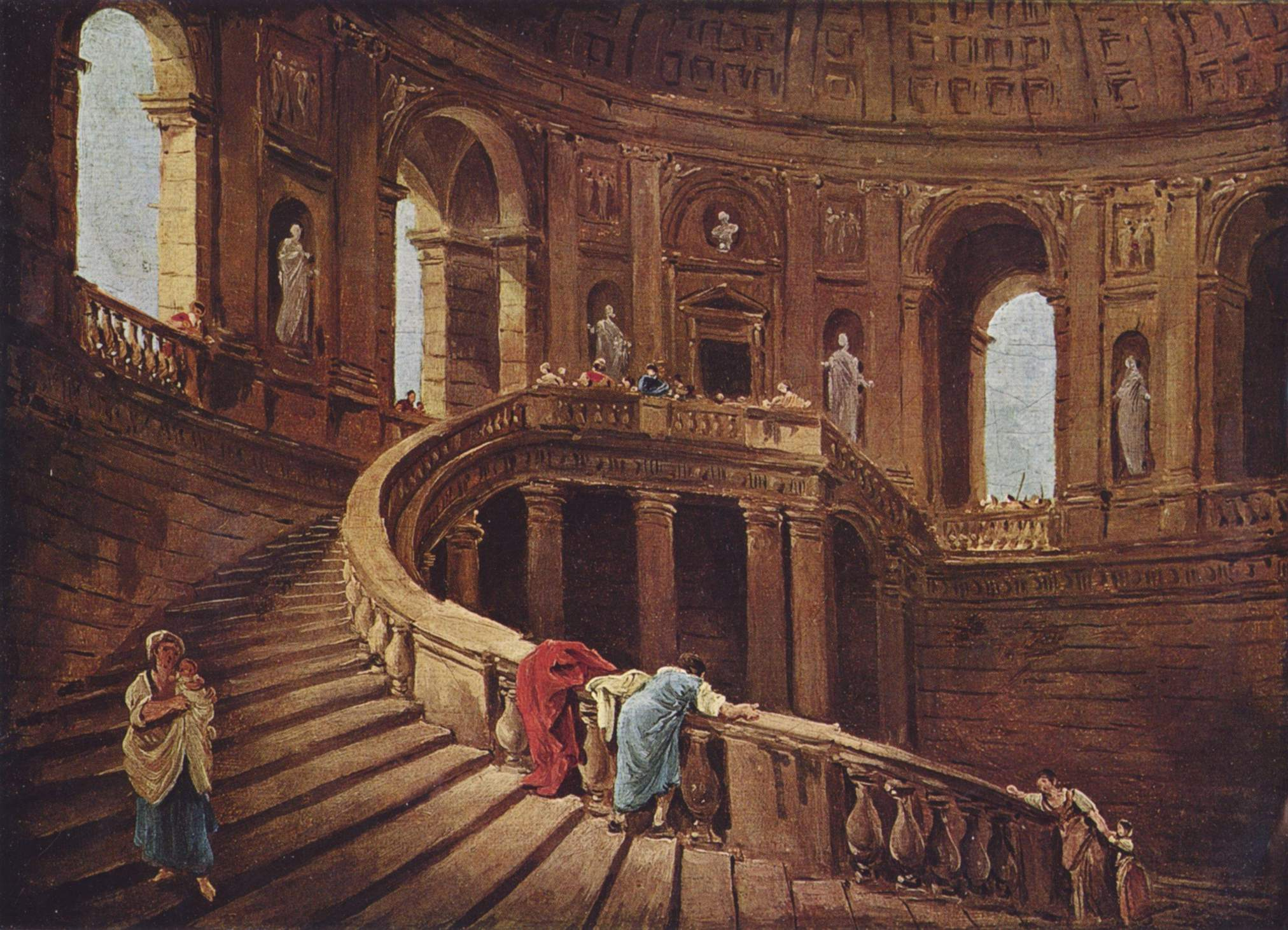
Escalier tournant du palais Farnese à Caprarola par Hubert Robert.

### Le palais par Vignole

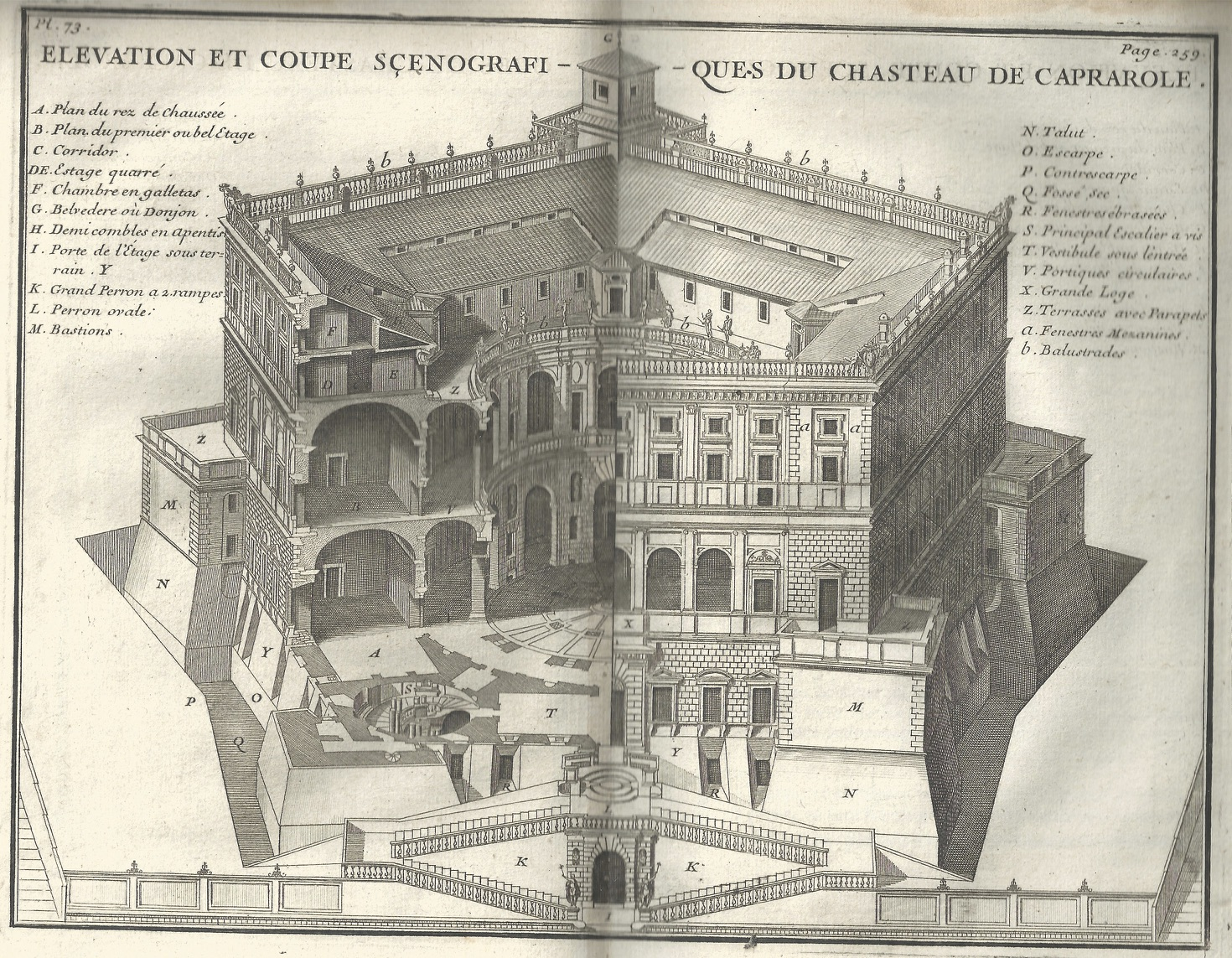
Coupe de la Villa Farnese à Caprarole (Italie), réédition de 1720 chez Jean Mariette, par Daviler.
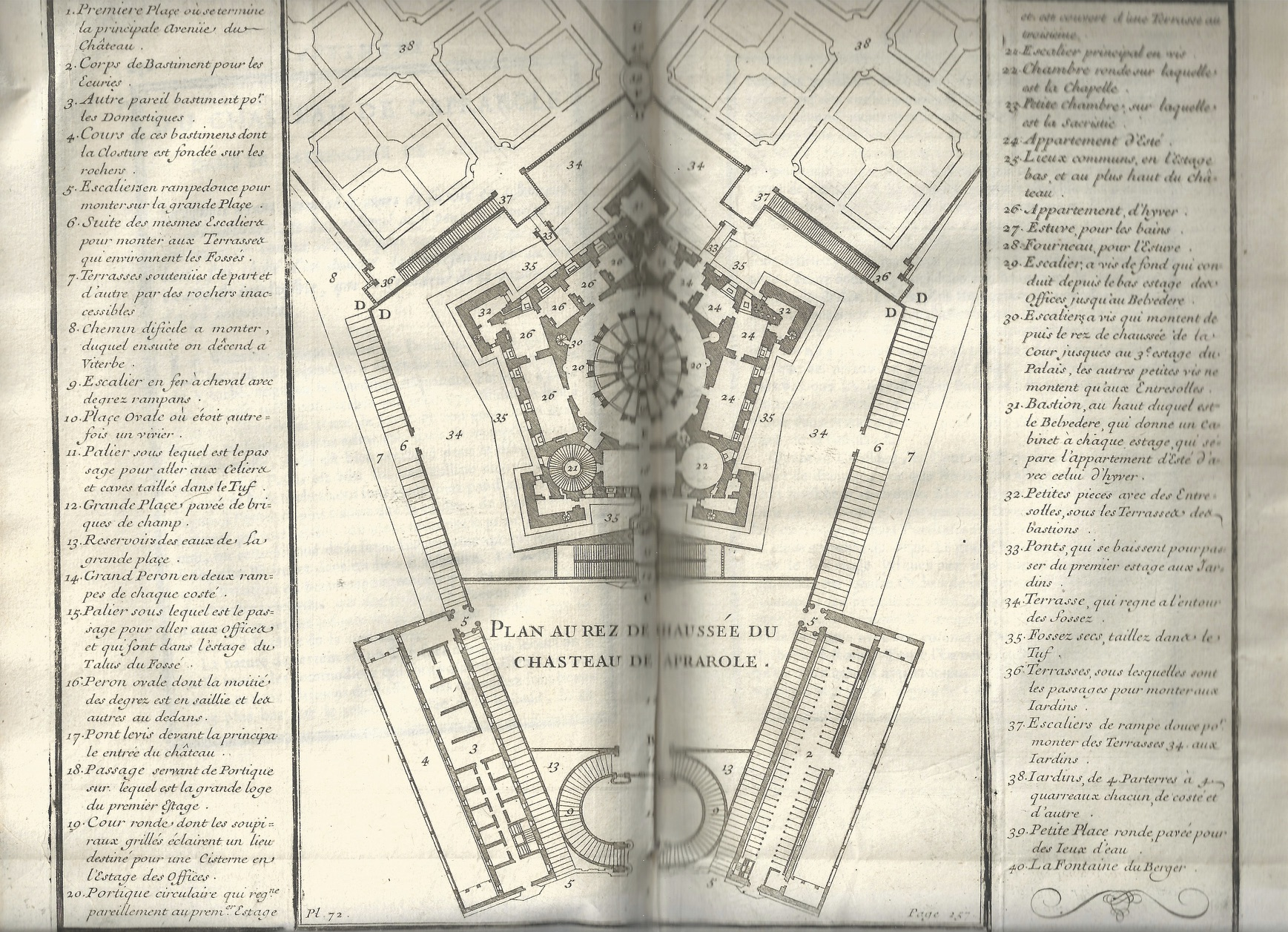
Plan de la Villa Farnese à Caprarole (Italie), réédition de 1720 chez Jean Mariette, par Daviler.

### Cinéma
- Plusieurs épisodes de la série Les Médicis : Maîtres de Florence[14] s'y déroulent.
- Plusieurs scènes du film de 2003 Luther ont été tournées à Villa Farnèse, avec la cour centrale et la Scala Regia.
- Des scènes du domaine Vinceguerra dans le film Agents très spéciaux : Code UNCLE ont été tournées dans les jardins de la Villa Farnèse.
- La Villa a été représentée à la fois comme l'intérieur du Palais des Papes au Vatican et comme Castel Gandolfo dans le film original de Netflix The Two Popes.
- Plusieurs scènes ont été tournés pour le film Le Parrain, 3e partie, pour l'intérieur des bâtiments pontificaux du Vatican et de New York.
- Le balcon de Juliette Roméo et Juliette (film, 2013) du réalisateur Carlo Carlei, est le balcon du pavillon "Casina del Piacere" dans les jardins du palais. Une scène est aussi tournée dans l'escalier en colimaçon du palais.

## Source de traduction
- (en) Cet article est partiellement ou en totalité issu de l’article de Wikipédia en anglais intitulé « Villa Farnese » (voir la liste des auteurs).